# Macchi MC.202
Die Macchi MC.202 Folgore war ein während des Zweiten Weltkriegs entwickelter italienischer Jagdeinsitzer. Richtungsweisend war der Einsatz von Reihenmotoren, welche die Sternmotoren bei früheren Modellen ablösten.

## Geschichte
Die Modernisierung der Kampfflugzeuge der italienischen Luftwaffe führte 1936 mit der MC.200 Saetta zur Ablösung der Doppeldeckerflugzeuge mit Sternmotor, die konzeptionell zu den Fluggeräten des Ersten Weltkrieges zählen. Da um 1939/40 die MC.200 Saetta aufgrund des schwachen Sternmotors leistungsmäßig nicht mehr dem Stand der Technik entsprach, wurde deren Zelle umkonstruiert, um den V-Motor Daimler-Benz DB 601 aufnehmen zu können. Mit diesem später bei Alfa Romeo in Lizenz als R.A.1000 R.C.41-I „Monsone“ gebauten modernen 12-Zylinder-Triebwerk erreichte die neue Maschine – die MC.202 „Folgore“ (Donnerschlag) genannt wurde – erheblich bessere Flugleistungen. Die Höchstgeschwindigkeit wurde so auf 595 km/h, die Gipfelhöhe auf 11.000 m gesteigert.
Engpässe bei der Motorenlieferung verzögerten jedoch die Fertigung und zwangen zur Weiterproduktion veralteter Typen. Italien erreichte mit dem Flugzeug 1940 wieder den Anschluss an die Jagdflugzeugentwicklung in Europa, allerdings hielt Macchi an der schwachen Bewaffnung der MC.200 fest, so dass die „Folgore“ im Vergleich zu allen modernen Jagdflugzeugen in Europa die geringste Feuerkraft hatte. Dennoch bewährte sich die MC.202 in den Luftkämpfen über Afrika und dem Mittelmeer.
Der Prototyp flog erstmals am 10. August 1940. Es wurden etwa 1150 MC.202 gebaut und ab 1941 eingesetzt. Dieses Muster wurde später zur besser motorisierten und bewaffneten Macchi MC.205 „Veltro“ (ital. für Jagd- oder Windhund) weiterentwickelt. 1948 bis 1949 bestellte Ägypten 62 generalüberholte MC.205V, von denen 41 aus Zellen der Macchi MC.202 umgebaut worden waren. Die erste Lieferung von 15 aus insgesamt 42 ausgelieferten Maschinen kam noch vor der Unabhängigkeit Israels am 13. Januar 1949 gegen die israelische Fliegertruppe zum Einsatz.

## Militärische Nutzung
Königreich Italien
- Regia Aeronautica

Erster Prototyp der Folgore

- Aeronautica Cobelligerante Italiana

 Italienische Sozialrepublik
- Aeronautica Nazionale Repubblicana

 Deutsches Reich
- Luftwaffe: 12 erbeutete Flugzeuge wurden von der II. Gruppe des Jagdgeschwaders 77 und dem Jagdgeschwader 110 verwendet

 Unabhängiger Staat Kroatien
- Luftwaffe des unabhängigen Staats Kroatien

## Technische Daten
- Besatzung: 1
- Spannweite: 10,58 m
- Länge: 8,85 m
- Höhe: 3,04 m
- Flügelfläche: 16,80 m²
- Flügelstreckung: 6,7
- Leermasse: 2350 kg
- Startmasse: maximal 3010 kg

- Triebwerk

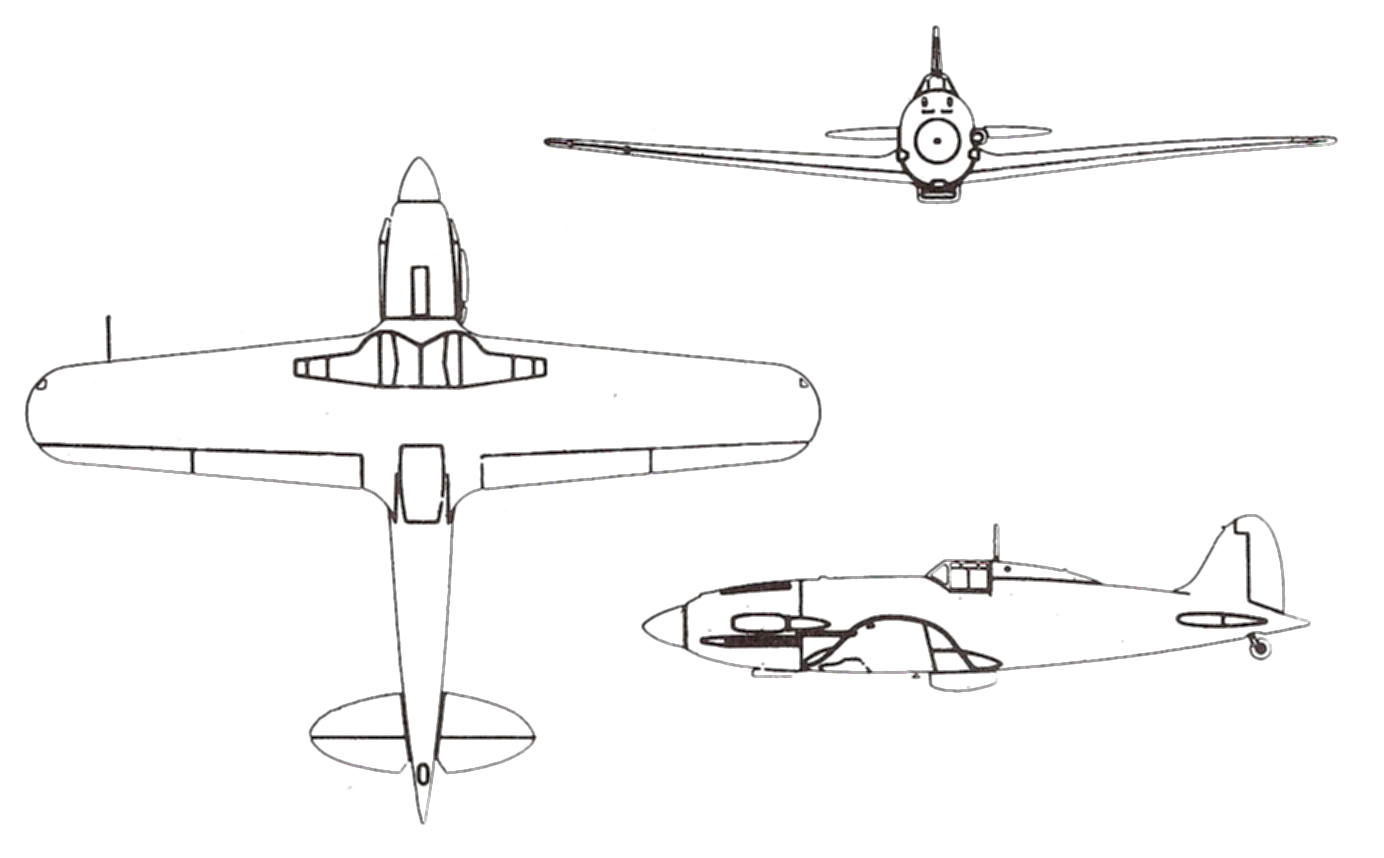
3-Seiten-Ansicht

  - anfangs ein 12-Zylinder-V-Motor Daimler-Benz DB 601 Aa
  - nach dem Lieferstopp seitens Daimler-Benz ein Lizenzbau des Motors mit der Bezeichnung Alfa Romeo RA.1000 RC 41-I Monsone

- Bauart 12-Zylinder-V-Motor mit hängenden Zylindern, Benzineinspritzung und mechanischem Lader
- Hubraum 33,9 l
- Leermasse: 590 kg
- Höchstleistung 876 kW (1175 PS) in 0 m bei 2500/min für 1 min
- Startleistung 779 kW (1045 PS) in 0 m bei 2400/min für 5 min
- Dauerleistung 656 kW (880 PS) in 4,5 km bei 2400/min
- statische Volldruckhöhe 4,1 km

- Höchstgeschwindigkeit: ca. 595 km/h in 5600 m Volldruckhöhe
- Gipfelhöhe: 11.500 m
- Reichweite: maximal ca. 765 km
- Bewaffnung:
  - zwei 12,7-mm-MG Breda-SAFAT über dem Motor mit je 370 Schuss, synchronisiert durch den Propellerkreis feuernd
  - ab Serie VI zusätzlich zwei 7,7-mm-MG Breda-SAFAT in den Tragflächen mit je 500 Schuss, unsynchronisiert, außerhalb des Propellerkreises feuernd
  - ab Serie VII je ein optionaler Bombenträger unter jeder Tragfläche, für jeweils eine Bombe bis 160 kg, M.C.202 CB (= Caccia Bombardiere)

Eine M.C.202, Seriennummer MM91974, soll zu Versuchszwecken anstelle der beiden 7,7-mm-MG Breda-SAFAT in den Flächen mit MG 151/20 ausgerüstet worden sein.
Diese Bewaffnung wurde bei den späteren Serien des Nachfolgemodells M.C.205 V zum Standard.

## Erhaltene Flugzeuge
Ein Flugzeug ist im Italienischen Luftfahrtmuseum Vigna di Valle ausgestellt; ein weiteres steht im Smithsonian National Air and Space Museum.